# Callopistria cristata
Callopistria cristata là một loài bướm đêm trong họ Noctuidae.